# Mîșurîn Rih, Verhnodniprovsk
Mîșurîn Rih (în ucraineană Мишурин Ріг) este o comună în raionul Verhnodniprovsk, regiunea Dnipropetrovsk, Ucraina, formată numai din satul de reședință.

## Demografie
Componența lingvistică a satului Mîșurîn Rih
     Ucraineană (96,45%)
     Rusă (3,24%)
     Alte limbi (0,2%)
Conform recensământului din 2001, majoritatea populației satului Mîșurîn Rih era vorbitoare de ucraineană (96,45%), existând în minoritate și vorbitori de rusă (3,24%).